# Benoit Bazin
Pour les articles homonymes, voir Bazin.
Benoit Bazin, né le 29 décembre 1968 à Boulogne-Billancourt, est un dirigeant d’entreprise français. Il est  président-directeur général du Groupe Saint-Gobain à partir du 6 juin 2024.

## Biographie
Benoit Bazin naît à Boulogne-Billancourt, le 29 décembre 1968. Ses parents sont médecins hospitaliers.

### Formation
À l’issue d’une scolarité au lycée Malherbe à Caen et de classes préparatoires au lycée Louis-le-Grand à Paris, Benoit Bazin entre à l'École polytechnique en 1989 en se classant 2e au concours d'entrée, puis au corps des Ponts et Chaussées, où il poursuit sa formation à l’École des Ponts ParisTech. Il est également titulaire d’un diplôme d'études approfondies en économie de l'Institut d'études politiques de Paris (1994) et d'un Master of Science  du Massachusetts Institute of Technology de Cambridge aux États-Unis (1995).

### Carrière

#### Dans l’administration française
Benoit Bazin entre en 1995 au ministère de l'Économie et des Finances où il passe 4 ans, d’abord en tant que Rapporteur au Comité interministériel de restructuration industrielle (Ciri) de 1995 à 1997, puis comme responsable des participations de l’État dans les secteurs aéronautique, électronique et défense au sein de la direction du Trésor (1997-1999), où il est chargé notamment des dossiers de privatisation du Groupe Thomson (Thomson CSF et Thomson Multimédia) puis Aérospatiale-Matra (qui donnera plus tard naissance à EADS renommé ensuite Airbus),.

#### Au sein du Groupe Saint-Gobain
Benoit Bazin rejoint Saint-Gobain en 1999 comme Directeur du Plan de la Branche Abrasifs.
Il occupe ensuite diverses fonctions : Directeur du Plan du Groupe de 2000 à 2002 auprès de Jean-Louis Beffa, puis Directeur Général Abrasifs Amérique du Nord (basé à Worcester, Massachusetts) de 2002 à 2005. Il est Directeur Financier du Groupe de Mai 2005 à Avril 2009, période pendant laquelle il aura à gérer notamment l’offre publique d’achat sur British Plasterboard (BPB) à l’été 2005, l’entrée au capital du groupe Wendel à partir de 2007, puis la crise financière de 2008-2009 et l’augmentation de capital du Groupe en février 2009.
De 2009 à fin 2015, Benoit Bazin dirige le Pôle Distribution Bâtiment. Il est nommé Directeur Général Adjoint de Saint-Gobain en 2010. De 2016 à fin 2018, il dirige le Pôle Produits pour la Construction.
Le 1er janvier 2019, il est nommé Directeur Général Délégué de Saint-Gobain avec des fonctions opérationnelles sur l’ensemble du Groupe ainsi que sur l’innovation. Il est alors spécialement mandaté, par Pierre-André de Chalendar, Président-directeur général, et le conseil d’administration, pour piloter le programme de transformation profonde du Groupe appelé «Transform & Grow », destiné à renforcer sa compétitivité, gagner en agilité et accélérer sa croissance,.
C’est notamment dans ce cadre que Benoit Bazin procède à des cessions significatives d’actifs non stratégiques, comme Groupe Lapeyre et le spécialiste des fenêtres K par K.
En parallèle, Benoit Bazin réalise début 2020 l’offre publique d’achat aux États-Unis de Continental Building Products, acquisition la plus importante du Groupe depuis 2008 qui permet à Saint-Gobain d'améliorer sa position en Amérique du Nord,.
Depuis le 1er Janvier 2019, il occupe la fonction de directeur général délégué du groupe Saint-Gobain.
Il est nommé directeur général (CEO) du groupe à compter du 1er juillet 2021. Sa priorité est d'organiser la croissance du groupe dans les années suivantes, en accompagnant notamment les plans de rénovation énergétique de différents pays.
Dans sa première interview après l'annonce de la nouvelle gouvernance de Saint-Gobain, Benoit Bazin partage sa vision et ses ambitions pour le Groupe.
ll lance en 2021 un nouveau plan stratégique « Grow & Impact » destiné à accroître la croissance rentable du groupe. Après l'acquisition de Continental Building Products, il a mené plusieurs autres acquisitions d’envergure, dont Kaycan et Building Products of Canada, dans les matériaux de construction au Canada, et Chryso et GCP dans la chimie de la construction.
En juin 2024, il devient P-DG de Saint-Gobain remplaçant Pierre André-de-Chalendar qui prend alors sa retraite.

## Fonctions et mandats sociaux
- Administrateur de Vinci SA depuis Juin 2020[23]
- Membre du Conseil d’Administration de la Cité de l’Architecture à Paris depuis décembre 2020[24].
- Président du conseil d’administration de ProQuartet-CEMC.
- Il a été administrateur de Essilor International de Mai 2009 à Mars 2017.

## Vie privée et distractions
Benoit Bazin est marié à Elodie Morel-Bazin, directrice Europe département photographies chez Christie's.
Il a été marié à Laure Carrard, docteur de l’université Paris-Sorbonne, agrégée d’éducation musicale et pianiste. Le couple a une fille.
Benoit Bazin a eu le 1er prix du conservatoire national de région de Caen en violoncelle et en musique de chambre, et continue à s'intéresser à la musique classique et à l'opéra. Il préside le conseil d'administration de ProQuartet - Centre Européen de Musique de Chambre.

## Distinctions
- Chevalier de la Légion d'honneur[28]
- Chevalier de l'ordre national du Mérite[29]